# هوائي فيريت
هوائي فيريت (بالإنجليزية:) هو هوائي يعمل بالحث ويوصف بأنه هوائي مغناطيسي حيث أنه حساس في المقام الأول للمجال المغناطيسي الذي تتكون منه موجة كهرومغناطيسية (إلى جانب المجال الكهربائي فيها). يتكون هوائي الفيريت من ملف كهربائي من سلك معزول أو حزمة من الأسلاك ملفوفة على قضيب من الفيريت (الفيريت هو نوع من سبيكة الحديد والكربون لها صفات مغناطيسية). يستخدم هوائي الفيريت لاستقبال الموجات الكهرومغناطيسية الطويلة جدا والطويلة والمتوسطة، وأحيانا يستخدم أيضا لاستقبال الموجات القصيرة كما له استخدامات في الاتصالات لتبادل الموجات القصيرة جدا.

## تركيبه

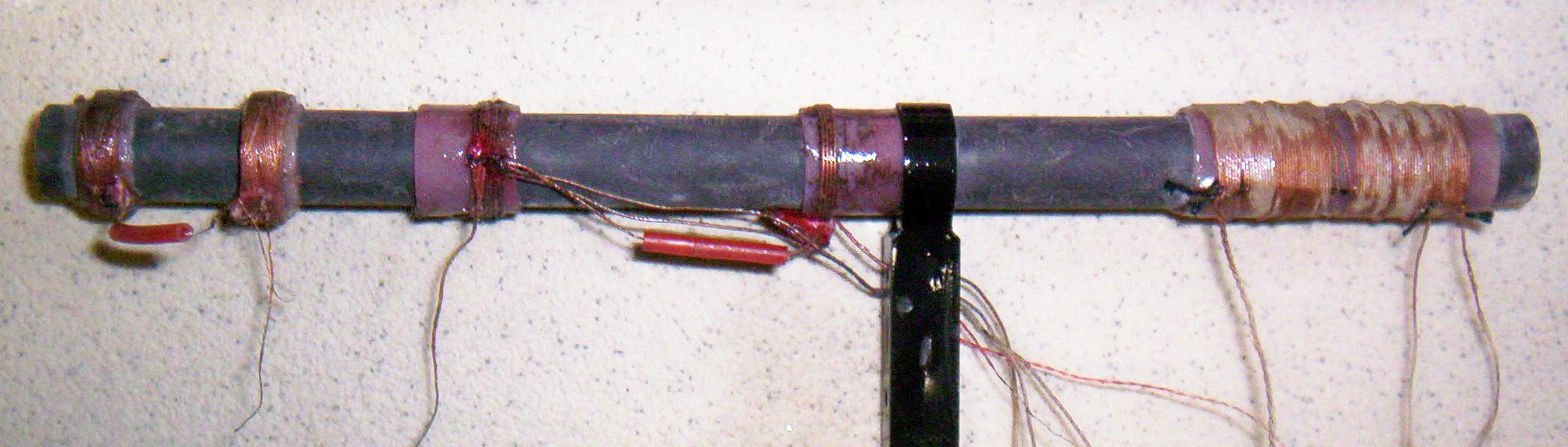
هوائي فيريت ذو مجموعة ملفات لاستقبال الموجات الطويلة والمتوسطة والقصيرة، طول القضيب 160 سنتيمتر

يوصل الهوائي على التوازي بمكثف دوراني ويكوّنان دائرة رنين، وعن طريق تغيير سعة المكثف الدوراني (عن طريق مفتاح) يمكن توفيق الدائرة بحيث يحدث رنين بينه وبين إشارة (موجة كهرومغناطيسية). كما يمكن لتوفيق دائرة الهوائي باستخدام مكثف متبدل. يساعد في عملية التوفيق ازحة الملف عل قضيب الفيريت ثم تثبيته عليه بواسطة شريط لاصق.
يوصل مدخل المضخم الإلكتروني لجهاز الاستقبال بالدائرة الرنينية مباشرة أو يوصل بها بصريقة غير مباشرة عن طريق استخدام ملف آخر على قضيب الفيريت ويعمل بالحث. وتستخدم الطريقة الثانية التي تسخدم ملف ثاني بصفة خاصة عندما تكون
مقاومة المضخم صغيرة. وفي حالة بعض أجهزة الراديو التي تعمل بصمامات فيمكن استخدام ملف إضافي عل قضيب الفيريت لتقوية الحث المتبادل.
يمكن لقضيب الفيريت استخدام عدة ملفات عليه إذا سمح طوله بذلك، عندئذ يصبح في وسعه استقبال نطاق عريض من الموجات الطويلة والمتوسطة والقصيرة. 
كما يمكن الاستغناء عن الفيريت واستخدام للهوائي قضيب من الحديد أو من مادة ذات مغناطيسية مرنة. كما تستخدم أحيانا أشرطة متتابقة من مادة مغناطيسية لتحسين الكفاءة بالنسبة لاستقبال ترددات معينة لموجات الراديو. تتسم هوائيات الفيريت بصلابتها وتحملها للصدمات.

## خواصـــه
يختص هوائي الفيريت بحساسيته للاستقطاب وحساسية اتجاهية: 
- في حالة وجود أحد طرفي قضيب الفيريت في اتجاه المرسل تكون حساسيته أقل ما يمكن،
- في حالة وضعه عموديا على اتجاه المرسل تكون حساسيته أكبر ما يمكن.

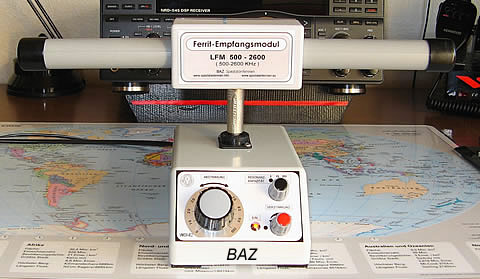
بناء تجربة لاستقبال الموجات الطويلة والمتوسطة بواسطة هوائي الفيريت.

السبب في ذلك يعود إلى توزيع خطوط المجال الصادر من هوائي رأسي للإرسال: فهي تخرج منه وتنتشر في اتجاه أفقي. وفي حالة أن يكون هوائي الإرسال أفقيا، فعندئذ لا بد من وضع قضيب الفيريت رأسيا.
تستغل تلك الخاصية في تحديد مكان الإرسال، ويستحسن استخدام هوائيين موضوعين من مكانين مختلفين، أو استخدام قضيب واحد والقيام بقياس اتجاه المصدر من مكانين مختلفين ثم تحديد تقاطع الاتجاهين، وبذلك نعين اتجاه وبعد المرسل.
يتم في كل مرة البحث عن الاتجاه الذي يكون فيه الاستقبال أضعف ما يمكن وذلك عندما يكون أحد طرفي القضيب في اتجاه المرسل.
يركب هوائي الفيريت عادة داخل أجهزة الراديو، لهذا فلا بد من تغير اتجاه الراديو بأكمله للحصول على أحسن استقبال. أما أجهزة الراديو التي تعمل بصمامات فقد كان لها في الغالب هوائي فيريت داخلي يمكن تدويره بمفتاح.
حلت هوائيات الفيريت محل الهوائيات الحلقية مع مرور الزمن. فمن مميزاتها أنها تشغل نحو 1/20 من المكان الذي تشغله الهوائيا الحلقية مع تأدية نفس القدرة على الاستقبال.

## تطبيقاته
تستخدم هوائيات الفيريت لاستقبال الموجات الراديوية في الترددات أقل من 2 ميجاهيرتز حيث أنها حساسة لاتجاه المصدر وقدرتها على قياس المجال المغناطيسي للموجة الكهرومغناطيسية مع قدرة عالية في التفرقة بين الترددات المختلفة ووكذلك بين التردد المراد قياسه والشوشرة. كما يسهل بناؤه داخل جهاز استقبال حيث يغطي جهاز الراديو أو جهاز الاستقبال صندوق من مادة عازلة مثل الخشب أو البلاستيك.
تركب هوائيا الفيريت حاليا في معظم أجهزة الراديو - ما عدا راديو السيارة - لاستقبال الموجات الطويلة والمتوسطة. كما توجد أيضا في الساعات التي تضبط بالاسلكي. كما تستخدم كثيرا في الاتصالات بين سيارات الشرطة وسيارات المطافيء التي تعمل على الموجات القصيرة جدا وتحتاج إلى هوائي صغير.
إلا أنه بسبب صغرها وما يحدث فيها من فاقد تلاكؤ لمادتها المغناطيسية فيقل استخدامها للإرسال عن الهوائي الحلقي وعلى الأخص عند قدرة إرسال صغيرة. ولكنها ممتازة لاستقبال الموجات الطويلة جدا والطويلة مثلما في استقبال الموجات الكهرومغناطيسية الناشئة طبيعيا في الطقس (في طبقة تروبوسفير حتى ارتفاع 15 كيلومتر)، والظاهرة الطبيعية المسماة «سفيريك» Sferic وهي عبارة عن نبضات كهرومغناطيسية تحدث في الجو واكتشفت خلال الثمانينيات من القرن الماضي. وميزة هوائي الفيريت هي قدرته على حجب موجات الشوشرة.

## اقرأ أيضًا
- هوائي حرف تي
- هوائي قفصي
- هوائي حلقي
- هوائي
- حوض تأريض